# Viinikanjärvi
Viinikanjärvi är en sjö i kommunen Keuru i landskapet Mellersta Finland i Finland. Sjön ligger 180,8 meter över havet. Arean är 76 hektar och strandlinjen är 4,09 kilometer lång. Sjön  ingår i Kumo älvs huvudavrinningsområde.   Den ligger omkring 61 kilometer väster om Jyväskylä och omkring 250 kilometer norr om Helsingfors. 